# جیمز کورتیس هپبورن
 جیمز کورتیس هپبورن (انگلیسی: James Curtis Hepburn؛ ۱۳ مارس ۱۸۱۵ – ۱۱ ژوئن ۱۹۱۱) یک زبان‌شناس اهل ایالات متحده آمریکا بود.